# Resolució 1535 del Consell de Seguretat de les Nacions Unides
La Resolució 1535 del Consell de Seguretat de les Nacions Unides fou adoptada per unanimitat el 26 de març de 2004. Després de reafirmar les resolucions 1373 (2001), 1377 (2001) i 1456 (2003), el Consell va reestructurar el Comitè contra el Terrorisme per millorar l'aplicació de mesures antiterroristes.

## Resolució

### Observacions
El Consell de Seguretat va reafirmar que el terrorisme constitueix una amenaça per a la pau i la seguretat internacionals i que estava decidit a combatre el terrorisme d'acord amb la Carta de les Nacions Unides. Va recordar als estats que les mesures adoptades per combatre el terrorisme havien d'estar d'acord amb el dret internacional, i va instar els països a formar part de les convencions i protocols internacionals relacionats amb el terrorisme.
El preàmbul de la resolució també va donar la benvinguda als progressos realitzats pel Comitè contra el Terrorisme en el seguiment de l'aplicació de la Resolució 1373. Va destacar el paper de les organitzacions internacionals, regionals i subregionals en la lluita contra el terrorisme. Mentrestant, el Consell va assenyalar que alguns estats necessitaven assistència per implementar la Resolució 1373 i la necessitat que el Comitè visités països per supervisar la implementació de la resolució.

### Actes
El Consell de Seguretat va decidir que el Comitè comprendria el "Ple" integrat pels estats membres del Consell de Seguretat i el "Buró", assistit per la Direcció Executiva del Comitè contra el Terrorisme (CTED) com una missió política especial amb un mandat inicial fins al 31 de desembre de 2007. El CTED seria responsable de garantir el seguiment de totes les decisions del Comitè; facilitant la prestació d'assistència als estats per tal d'impulsar la seva aplicació de la Resolució 1373; i supervisar la recollida de tota la informació adequada en la implementació de seguiment, entre d'altres.
La resolució va instruir al Director Executiu de la CTED a presentar un pla per al CTED, que va demanar al president que portés al Consell de Seguretat per a la seva aprovació. Va concloure subratllant la importància del funcionament eficaç de la Comissió i d'informar periòdicament sobre el seu progrés.